# Enrico Dante
Enrico Dante (5. srpnja 1884. – 24. travnja 1967.) bio je talijanski kardinal. Služio je kao papinski ceremonijar od 1947. do svoje smrti, a uzdignut je u kardinalat 1965. godine.